# (4682) Быков
(4682) Быков (лат. Bykov) — типичный астероид главного пояса, открыт 27 сентября 1973 года советским астрономом Людмилой Черных в Крымской астрофизической обсерватории и 26 февраля 1994 года назван в честь актёра и кинорежиссёра Леонида Быкова.

## Обнаружение и именование
(4682) Быков
Открыт 27 сентября 1973 года в Научном Л. И. Черных.
Назван в память о талантливом украинском киноактёре и режиссёре Леониде Фёдоровиче Быкове (1928—1979).
Оригинальный текст (англ.)4682 Bykov
Discovered 1973-09-27 by Chernykh, L. I. at Nauchnyj.
Named in memory of Leonid Fyodorovich Bykov (1928—1979), talented Ukrainian cinematic actor and producer.
Источники: DISCOVERY.DB; M.P.C. 23137.

## Физические характеристики
Из результатов второго этапа спектроскопической съёмки малых астероидов главного пояса (Small Main-belt Asteroid Spectroscopic Survey, SMASSII) следует, что астероид относится к таксономическому классу S.
По результатам наблюдений в видимом и ближнем инфракрасном диапазоне космического телескопа NEOWISE диаметр астероида оценивался равным 3,934±0,391 км и 2,78±0,49 км. Согласно тем же источникам альбедо оценивается как 0,2615±0,0680, 0,37±0,13 и 0,261±0,068.